# Cần sa y tế
Cần sa y tế là cần sa và các cannabinoid được các bác sĩ khuyên dùng cho bệnh nhân của họ. Việc sử dụng cần sa làm thuốc chưa được kiểm tra nghiêm ngặt do hạn chế sản xuất và các quy định khác của chính phủ. Bằng chứng hạn chế cho thấy cần sa có thể làm giảm buồn nôn trong quá trình hóa trị liệu, cải thiện sự thèm ăn ở những người nhiễm HIV/AIDS, làm giảm đau mãn tính và co thắt cơ bắp.
Sử dụng ngắn hạn cần sa làm tăng nguy cơ tác dụng phụ nhỏ và lớn. Các tác dụng phụ thường gặp bao gồm chóng mặt, cảm thấy mệt mỏi, nôn mửa và ảo giác. Tác dụng lâu dài của cần sa là không rõ ràng. Mối quan tâm bao gồm các vấn đề về trí nhớ và nhận thức, nguy cơ nghiện, tâm thần phân liệt (cần thêm dẫn chứng) ở người trẻ tuổi và nguy cơ trẻ em sử dụng nó một cách tình cờ .
Cây cần sa có lịch sử sử dụng dược liệu có niên đại hàng ngàn năm ở nhiều nền văn hóa. Một số tổ chức y tế đã yêu cầu loại bỏ cần sa khỏi danh sách các chất được kiểm soát theo Lịch trình I, sau đó là đánh giá theo quy định và khoa học. Những người khác phản đối việc hợp pháp hóa nó, chẳng hạn như Học viện Nhi khoa Hoa Kỳ.
Cần sa y tế có thể được quản lý thông qua nhiều phương pháp, bao gồm viên nang, viên ngậm, rượu thuốc, miếng dán da, thuốc xịt hoặc thuốc bôi, thuốc cần sa, và xông hơi hoặc hút chồi khô. Cannabinoid tổng hợp có sẵn để sử dụng theo toa ở một số quốc gia, chẳng hạn như dronabinol và nabilone. Các quốc gia cho phép sử dụng y tế toàn bộ cần sa bao gồm Úc, Canada, Chile, Colombia, Đức, Hy Lạp, Israel, Ý, Hà Lan, Peru, Ba Lan, Bồ Đào Nha và Uruguay. Tại Hoa Kỳ, 33 tiểu bang và Đặc khu Columbia đã hợp pháp hóa cần sa cho các mục đích y tế, bắt đầu từ California năm 1996 với việc ban hành Đạo luật Sử dụng Thông cảm. Mặc dù cần sa vẫn bị cấm sử dụng ở cấp liên bang, nhưng sửa đổi Rohrabacherifer Farr đã được ban hành vào tháng 12 năm 2014, hạn chế khả năng luật pháp liên bang được thi hành tại các bang nơi cần sa y tế đã được hợp pháp hóa.